# فیراوکس (اورگن)
فیراوکس (به انگلیسی: Fair Oaks) یک منطقهٔ مسکونی در ایالات متحده آمریکا است که در شهرستان داگلاس، اورگن واقع شده‌است. فیراوکس ۴٫۸ کیلومتر مربع مساحت و ۲۷۸ نفر جمعیت دارد و ۱۹۲٫۹۴ متر بالاتر از سطح دریا واقع شده‌است.